# Meljak (Czarnogóra)
Meljak (cyr. Мељак) – wieś w Czarnogórze, w gminie Pljevlja. W 2011 roku liczyła 22 mieszkańców.